# Le Fou du roy (bande dessinée)
Pour les articles homonymes, voir Le Fou du roy et Le Fou du roi.
Le Fou du Roy est une série de bande dessinée, créée et écrite par Patrick Cothias et dessinée par Brice Goepfert, publiée entre 1995 et 2004 par Glénat.
Cette série, complète en 9 tomes, fait partie du cycle des 7 Vies de l’Épervier et constitue le prolongement des tomes 8, 9 et 10 de Masquerouge. Elle est en relation directe avec les séries Ninon secrète et Le Masque de fer.

## Synopsis
En 1622 en France, chez les Poquelin, famille de tapissiers du roi Louis XIII, naît Jean-Baptiste. Ses parents sont ravis de son arrivée.
En même temps, quelque part près de Paris, Ariane de Troïl donne naissance dans le plus grand secret à un fils, dont le père n'est autre que Louis XIII lui-même ! Le bébé est emmené chez un prêtre, qui a pour amante la nourrice des Poquelin.
Cette même nourrice cause accidentellement la mort de Jean-Baptiste, fils de madame Poquelin. Avec la complicité du prêtre, elle substitue le fils d'Ariane au bébé mort.
Telle est la toile de fond de cette série : Molière est en réalité le tout premier fils de Louis XIII et, par conséquent, héritier du trône de France, alors que Louis-Dieudonné (futur Louis XIV) n'est pas encore né.
Ignorant tout de ses origines, Molière grandit et se démène pour savoir d'où il vient vraiment…

## Albums
1. Le Pavillon des singes, 1995  (ISBN 2-7234-1839-1)
2. L’École des bouffons, 1995  (ISBN 2-7234-1991-6)
3. Les Dindons de la farce, 1996  (ISBN 2-7234-2139-2)
4. Le Roy et l’ombre, 1997  (ISBN 2-7234-2248-8)
5. Le Masque et la Plume, 1998  (ISBN 2-7234-2410-3)
6. Le Baron de Molière, 1999  (ISBN 2-7234-2604-1)
7. Le Secret de Polichinelle, 1999  (ISBN 2-7234-2773-0)
8. Les Feux de la rampe, 2001  (ISBN 2-7234-3301-3)
9. Le Testament de d’Artagnan, 2004  (ISBN 2-7234-4159-8)

## Publication

### Périodiques
- Vécu

### Éditeur
- Glénat (collection « Vécu ») : tomes 1 à 9 (première édition des tomes 1 à 9)